# Florian Holzherr
Florian Holzherr (* 1970 in München) ist ein deutscher Fotograf. Seine Schwerpunkte liegen auf internationaler Architekturfotografie, Kunstdokumentation und Porträts.

## Werdegang

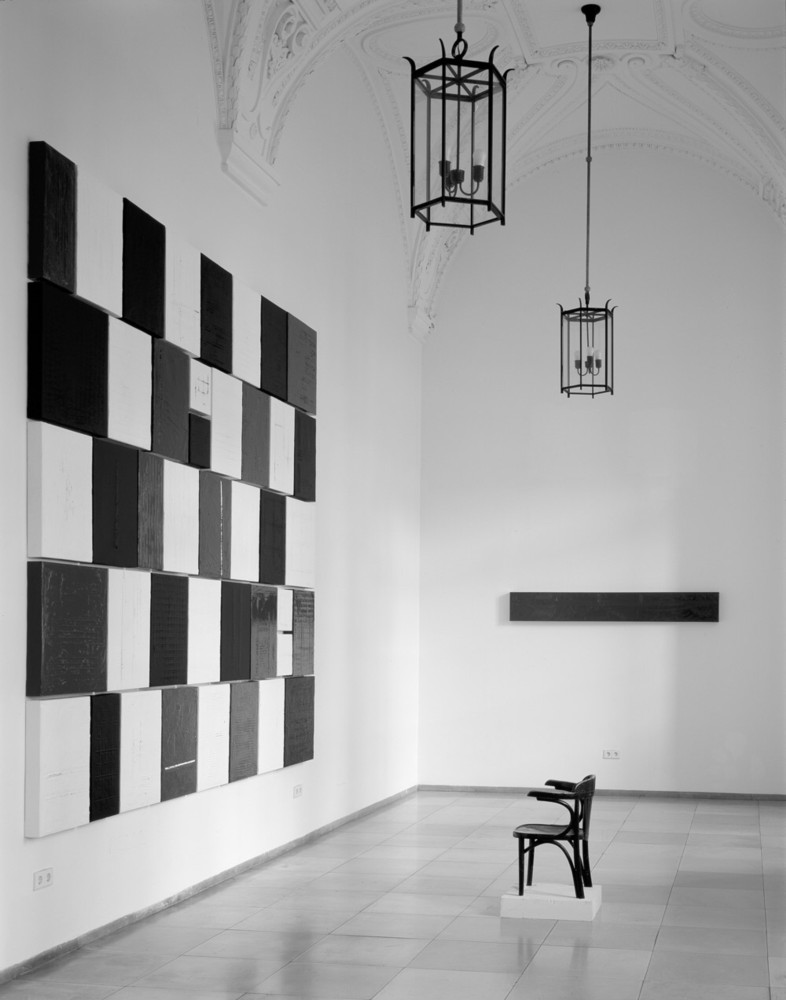
Caro Jost, Kunstwerk

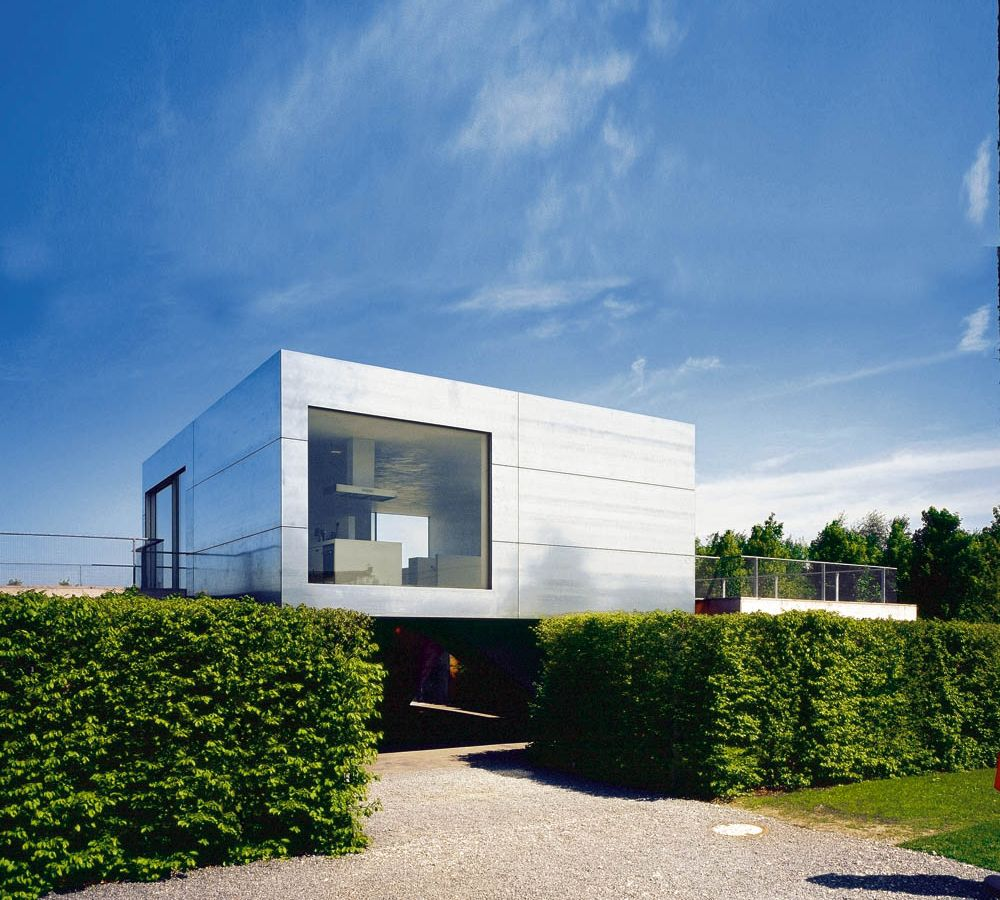
Haus der Gegenwart

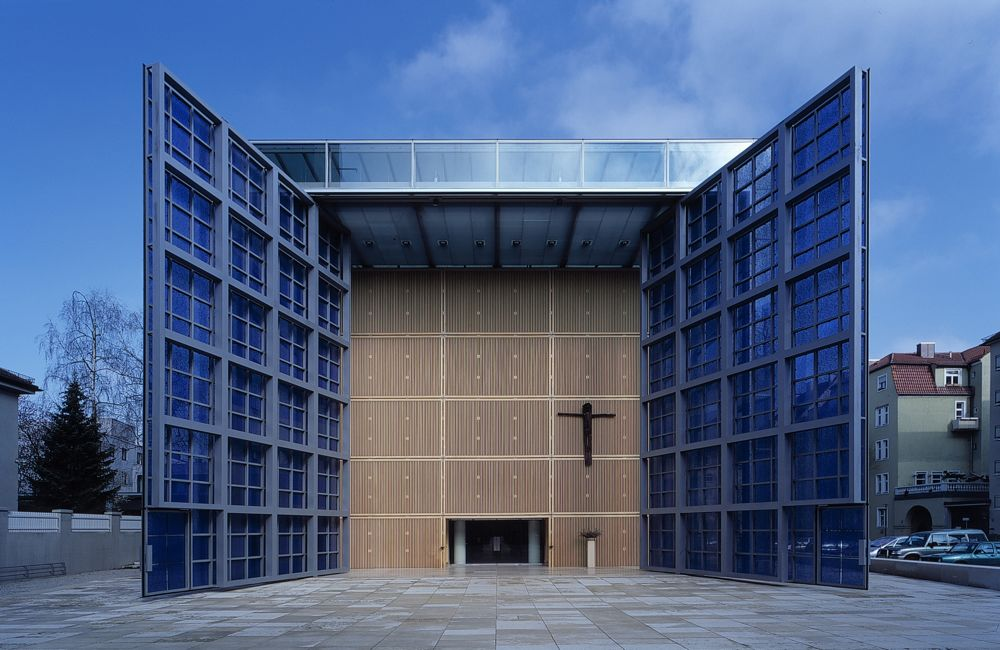
Herz-Jesu-Kirche, München

Von 1996 bis 1999 studierte Florian Holzherr an der Staatlichen Fachakademie für Fotodesign in München.
Holzherr dokumentiert fotografisch seit 1996 Ausstellungen, Installationen und Einzelwerke von international anerkannten Künstlern. Holzherr arbeitet u. a. für Chris Burden, Ólafur Elíasson, Dan Graham, Caro Jost, Donald Judd, Ilja Kabakow, Mike Kelly, Matthew Schreiber, Keith Sonnier, Dietmar Tanterl und James Turrell. Seit 1999 ist er an der umfassenden Werkdokumentation von James Turrell beteiligt. In direkter Zusammenarbeit mit Turrell fotografiert Holzherr weltweit dessen Raum-Licht-Installationen, darunter die Ausstellung im Kunstmuseum Wolfsburg 2009–2010, Ausstellung Gagosian Gallery, London 2010, Roden Crater, James Turrell Museum, Zentrum für internationale Lichtkunst, Unna.
Als Architekturfotograf zählt Florian Holzherr zu seinen Auftraggebern u. a. KUB-Kunsthaus Bregenz, Solomon R. Guggenheim Museum, Skidmore, Owings and Merrill, Dominikus Stark, Allmann Sattler Wappner, Los Angeles County Museum of Art, Donald Judd Foundation, Dia Art Foundation, Serpentine Gallery, Dan Flavin – The Dan Flavin Studio und Dornier Museum, Haus der Kunst, München. Er gehört zu den Top Ten der Deutschen Architektur Fotografen.
Seit 2000 ist Holzherr auch in der akademischen Lehre tätig, u. a. an der Akademie der bildenden Künste, München (2002), Fachhochschule Augsburg (2003), Fachhochschule Potsdam (2005), Universität Kaiserslautern (2004), Graduate School of Design, Harvard (2004).

## Ausstellungen
- Architekturbiennale Venedig 29. August–25. November 2012. Teilnehmer Israelischer Pavillon[9]
- Architekturgalerie München 2007. Einzelausstellung von Florian Holzherr, „Donald Judd’s Marfa Texas“[10]